# Frieda e Diego Rivera
Frieda e Diego Rivera é uma pintura de Frida Kahlo. A data de criação é 1931. Está localizada em San Francisco Museum of Modern Art, que adquiriu a obra em 1936.

## Descrição e análise
Produzida com tinta a óleo sobre lona, a obra foi completada quando Kahlo e Diego Rivera, seu marido, moravam em San Francisco. Pode ter sido baseada em uma fotografia de casamento deles.
A pintura representa Rivera como um artista, imponente, enquanto Kahlo, com roupas mexicanas tradicionais, assume o papel da boa esposa.
No título do quadro, Kahlo usa a versão alemã de seu nome, Frieda. A legenda diz: "Aqui você nos vê, eu, Frieda Kahlo, com meu amado esposo, Diego Rivera. Pintei esses retratos na bela cidade de San Francisco, Califórnia, para nosso amigo, o senhor Albert Bender, e foi no mês de abril do ano de 1931".